# Agenția Națională a Medicamentului și a Dispozitivelor Medicale din România
Agenția Națională a Medicamentului și a Dispozitivelor Medicale din România (ANMDMR) este o instituție publică aflată în subordinea Ministerului Sănătății cu scopul de a reglementa și monitoriza activitățile legate de medicamente și dispozitivele medicale utilizate în România. 
Aceasta a fost înființată prin comasarea Agenției Naționale a Medicamentului și a Oficiului Tehnic de Dispozitive Medicale.

## Funcții
ANMDMR se ocupă cu elaborarea strategiilor și politicilor naționale în domeniul medicamentului și al dispozitivelor medicale, în conformitate cu legislația în vigoare. Aceasta reprezintă autoritatea națională competentă pentru evaluarea tehnologiilor medicale, inclusiv evaluarea și autorizarea medicamentelor și dispozitivelor medicale pentru uz uman.
ANMDMR se finanțează prin venituri proprii generate din încasarea tarifelor pentru serviciile oferite și prin subvenții acordate de la bugetul de stat.
În cadrul activităților sale, ANMDMR:
- Reglementează domeniul medicamentelor de uz uman și dispozitivelor medicale, în colaborare cu Ministerul Sănătății.
- Elaborează politici și strategii naționale în aceste domenii.
- Supraveghează respectarea reglementărilor și normelor specifice.
- Reprezintă România pe plan intern și extern în domeniul său de activitate.

ANMDMR nu reglementează suplimentele alimentare, produsele cosmetice, substanțele cu regim controlat și medicamentele veterinare.

## Nomenclatorul medicamentelor pentru uz uman
Nomenclatorul medicamentelor pentru uz uman  al ANMDMR este o listă oficială care conține toate medicamentele autorizate pentru comercializare și utilizare în țară. Acesta include informații despre fiecare medicament, cum ar fi denumirea comercială, substanța activă, formele farmaceutice disponibile, indicațiile terapeutice, dozajul recomandat și informații legate de siguranța și eficiența acestora.
- Denumire comercială
- DCI
- Forma farmaceutică
- Concentrația
- Cod ATC
- Acțiune terapeutică
- Prescripție
- Ambalaj
- Volum ambalaj
- Valabilitate ambalaj
- Cod CIM
- Firma / țara producătoare APP
- Firma / țara deținătoare APP
- Nr. / data ambalaj APP
- Rezumat caracteristici produs
- Prospect

Nomenclatorul are rolul de a asigura transparența și accesul pacienților, medicilor și profesioniștilor din domeniul sănătății la informații actualizate despre medicamentele autorizate, contribuind astfel la protejarea sănătății publice.

## Baza națională de date a dispozitivelor medicale
Baza Națională de Date a Dispozitivelor Medicale (BNDDM) este un sistem informatic reglementat destinat să asigure o evidență centralizată și actualizată a dispozitivelor medicale autorizate pentru utilizare pe piața românească.